# Ligue Francophone d'Aviron
De Ligue Francophone d'Aviron (Nederlands: Franstalige Roeiliga) is als sportbond begin zeventiger jaren van de 20ste eeuw ontstaan bij het ontwikkelen van de culturele autonomie van de gemeenschappen en gewesten in België. De LFA is actief in drie van de vijf provincies in het Waals Gewest en in het Brussels Hoofdstedelijk Gewest. Ze heeft de oudste Belgische verenigingen onder haar leden. Voor nationale selecties op internationale FISA-wedstrijden onder de nationale driekleur werkt ze via de Koninklijke Belgische Roeibond samen met de Vlaamse Roeiliga.